# Асомата
Асо̀мата или Асамати (на гръцки: Ασώματα) е село в Република Гърция, област Централна Македония, дем Бер.

## География
Селото е разположено на 5 километра южно от демовия център Бер (Верия), на 210 m надморска височина на левия бряг на Бистрица (Алиакмонас) при излизането на реката в Солунското поле. Югозападно от селото, на брега на Бистрица е разположен Асоматският манастир „Свети Илия“.

## История

### В Османската империя
В края на XIX век селото е в Берска каза на Османската империя. Според статистиката на Васил Кънчов („Македония. Етнография и статистика“) в 1900 година в Асамати живеят 40 гърци християни. По данни на секретаря на Българската екзархия Димитър Мишев („La Macédoine et sa Population Chrétienne“) в 1905 година в Асамата (Assamata) има 35 гърци.
В 1910 година в Асомата (Ασώματα) има 50 жители патриаршисти.
При преброяването в 1912 година селото е отбелязано с език гръцки и религия християнска.

### В Гърция
През Балканската война в 1912 година в селото влизат гръцки части и след Междусъюзническата в 1913 година Асомата остава в Гърция. При преброяването от 1913 година в селото има 28 мъже и 32 жени.
След Първата световна война в 1922 година в селото са заселени гърци бежанци - 6 семейства с 24 души. В 1928 година Асомата е смесено местно-бежанско селище с 5 бежански семейства и 18 жители бежанци.
| Година    | 1913 | 1920 | 1928 | 1940 | 1951 | 1961 | 1971 | 1981 | 1991 | 2001 | 2011 | 2021 |
| --------- | ---- | ---- | ---- | ---- | ---- | ---- | ---- | ---- | ---- | ---- | ---- | ---- |
| Население | 60   | 78   | 97   | 230  | 230  | 296  | 266  | 383  | 431  | 532  | 607  | 551  |